# 현원
현원(1981년 9월 22일 ~ )은 대한민국의 배우 출신 영화 감독이다.

## 방송 출연

### 광고
- 2005년 SK텔레콤광고 - 티월드 이민혁편 단장 역
- 2010년 전기안전공사 공익광고 합창단원 역[1]

### 드라마
- 2006년 반올림3(KBS드라마) - 반장
- 서울1945ㅡ인민장교역(KBS드라마)
- 2009년 원시가족 뚜따 패밀리(EBS드라마) 투디 역/제작 민병천 ,감독홍이게

### 영화
- 2007년 SF 영화 보일보일드보일러(2007년) - 주연 초능력자 무양 역/배태수감독
- 2009년 잠자는 숲속의 미녀 ㅡ

우정출연 신랑역/양지은감독
- 2010년 대한민국 1% -북한병사역/

조명남감독
- 2012년 약혼 ㅡ손님X -권순도감독
- 2014년 이불 -자원봉사자 회장역/김한준감독

### 연극
- 2011년 몽상가들(임성애연출, 국립극장 별오름) - 기태 역
- 2008년 멕베드(국립오페라단 이호연 연출, 예술의 전당) - 고스트 역

## 감독
- 2013년 우주인 (종로극장 개봉,김조광수대표)
- 2013년 시티오브엔젤
- 2017년 게임워즈
- 2019년 고스트사무라이(웹드라마)
- 2020년 몽환만리
- 2022년 이화세계